# Jan Štursa
Jan Josef Štursa, křtěný Jan Josef (15. května 1880 Nové Město na Moravě – 2. května 1925, Praha) byl český sochař, jeden ze zakladatelů českého moderního sochařství.

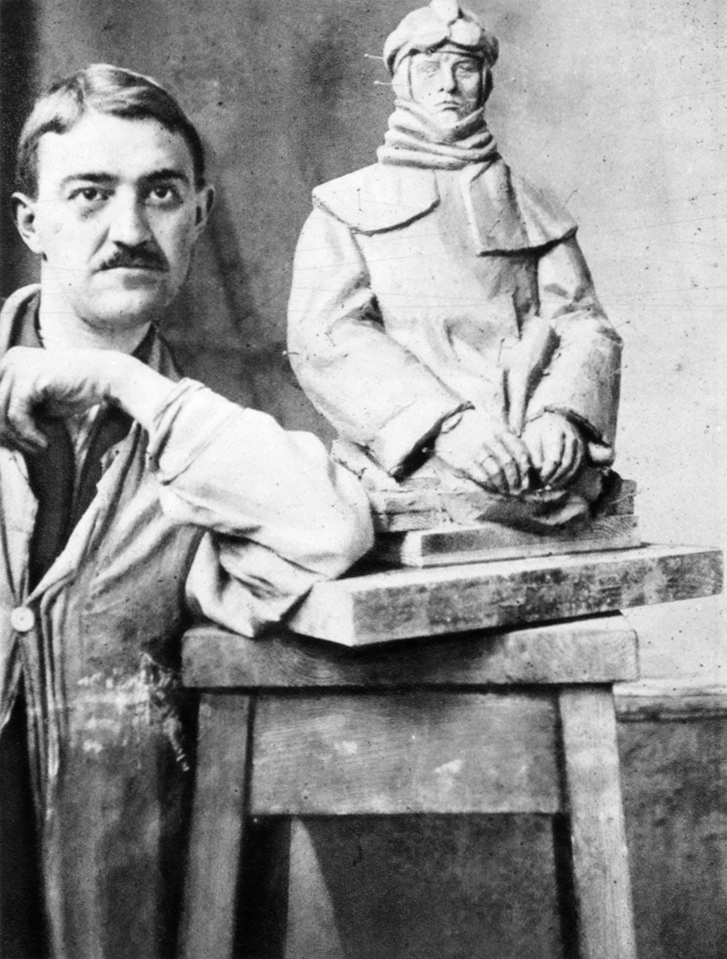
sochař Jan Štursa v roce 1915

## Život
Po skončení měšťanky se chtěl stát zahradníkem, avšak jeho otec si přál, aby jeho syn byl krejčí. Tento záměr však jeho otci rozmluvil jeho učitel kreslení Jan Šimek, který rozpoznal jeho mimořádný talent. Vydal se proto studovat sochařsko-kamenickou školu v Hořicích, kterou absolvoval roku 1898 s mimořádně dobrými výsledky.
Po škole začal pracovat v lomu v Mittelsteinu a v kamenické dílně bratří Zeidlerů v Berlíně. V práci však již v roce 1899 skončil a přihlásil se na Akademii výtvarných umění v Praze, kde úspěšně složil zkoušky a byl přijat do studií pod vedením Josefa Václava Myslbeka.
V Myslbekově ateliéru vznikaly jeho první akty. Dívčí akt Z lázně zaujal Myslbeka natolik, že ho v roce 1903 nechal odlít do bronzu a vystavit na rektorátu AVU. Akademii úspěšně absolvoval v roce 1904. Díky stipendiu Nadace Josefa Hlávky podnikl studijní cestu do Mnichova, Švýcarska, Paříže a Londýna. Od roku 1908 pak pracoval jako Myslbekův asistent na AVU, až do vypuknutí první světové války.
Za války sloužil u 81. pluku v Jihlavě, krátce na to se dostal na frontu u Haliče. Po zranění a pobytu v nemocnici se vrátil zpět do Jihlavy, kde pobýval až do roku 1916, kdy ho z vojenské služby vysvobodilo jmenování profesorem na Akademii výtvarných umění v Praze po smrti Stanislava Suchardy. Na akademii zpočátku vedl medailérskou školu. V roce 1919 se stal nástupcem J. V. Myslbeka v roce 1922 se stal rektorem AVU a tuto funkci zastával až do roku 1924. V letech 1916–1925 bydlel na adrese Anglická čp. 1219/27, na fasádě domu směrem na náměstí Míru je pamětní deska s bustou.
Byl řádným členem České akademie věd a umění a členem Societé Nationale des Beaux Arts v Paříži, SVU Mánes (1905–1925) a uměleckých spolků v Mnichově a Vídni.
Dne 28. dubna 1925 se zúčastnil umístění své sochy Dar nebes a země v Moderní galerii v pražské Stromovce. Následně, sužován bolestivými příznaky rozvíjející se syfilidy, se vrátil do svého ateliéru na Akademii, kde se těžce postřelil a na následky zranění 2. května 1925 zemřel. Pohřben byl 5. května 1925 na Slavíně na Vyšehradském hřbitově. In memoriam mu byla udělena cena Grand prix na Světové dekorativní výstavě v Paříži a v roce 1926 byla na jeho počest uspořádána posmrtná souborná výstava jeho díla v Zrcadlové síni Klementina v Praze.
Jeho díla jsou součástí sbírky Karáskovy galerie. Jedná se většinou o sádrové odlitky a modely soch. Výjimkou je portrét básníka Karla Hlaváčka, který Štursa vytvořil z francouzského vápence po Hlaváčkově smrti (1906–1908).

## Dílo
Již od raného dětství byl nadaný kreslíř. Během studia v Hořicích vznikaly jeho sochařské prvotiny. Základním materiálem byl pro něj bronz a kámen, ke kterému přilnul již na studiích v Hořicích. Teprve až na Akademii začal krystalizovat osobitý profil jeho díla. Jeho učitel a vzor Josef Václav Myslbek byl jeho nadáním nadšen, patřil k jeho nejlepším žákům, avšak později se Myslbekovo klasické dílo dostalo do konfliktu s jeho vlastním citlivým a volným stylem tvorby. Během návštěvy Paříže roku 1904 se setkal s moderním francouzským sochařstvím (Bourdelle, Maillol) a byl silně ovlivněn díly Medarda Rossa.
V ateliéru J. V. Myslbeka vznikaly první dívčí akty. Zpočátku byl ovlivněn secesním symbolismem – usiloval o poetické ztvárňování niterního světa člověka, např. Z lázně (1903), Život uniká (1904), Puberta (1905), Melancholické děvče (1906). Později se přiklonil ke smyslovému uchopení plného tvaru zralého ženského těla např. Eva (1908), Sedící Eva (1908 až 1909), Sulamit Rahu (1910), Toileta (1910). Také byl ovlivněn kubismem - reliéf Umění pro Mánesův most.
Po první světové válce reagoval na tragické zážitky z fronty. Důkazem je jeho dílo Pohřeb v Karpatech, pro které našel inspiraci z reportážní fotografie otištěné v časopise Das Neuste im Bilde z roku 1915. Postupně vytvořil Štursa mezi lety 1916–1924 několik verzí sousoší. V definitivní verzi je sousoší jako pomník padlých ve světové válce dnes umístěno v Předměřicích nad Jizerou, Frýdku-Místku, a ve Štursově rodišti v Novém Městě na Moravě. Dalším významným dílem reagujícím na hrůzy války byla socha s názvem Raněný z roku 1921.
Poválečná plastika Hráč na niněru (1919) předznamenávala estetiku civilismu. V podstatě neopouštěl základní východiska své zralé tvorby – hledání duchovního pojetí smyslového tvaru v bezprostředním kontaktu s viděnou realitou, které v poválečném období dospělo do polohy harmonické modelace – Dar nebes a země (1917 až 1918), Vítěz (1921).
V posledních letech svého života se věnoval převážně portrétní tvorbě. Známé jsou především portréty – Max Švabinský (1918), T. G. Masaryk (1920 až 1921), Alois Jirásek (1921), Jan Amos Komenský (1922 až 1923), Marie Hübnerová (1924), Leoš Janáček (1924), Božena Němcová (1924) a Bedřich Smetana (1924).

## Citát
| „             | Dnes po letech, která změnila všechno kolem nás a posunula hodnocení, říkám si, že Jan Štursa byl patrně jediným géniem, jehož jsem potkal. Jenž rozmnožil svým přínosem úhrn, ráz a smysl naší tvorby. Byl široký, až příliš široký, nabitý životní elektřinou i poezií, smyslný i citový. Ke své pravé výši nemohl dospět, protože nesmyslný osud zbytečně srazil jeho ikarský rozlet. | “ |
| — V. V. Štech | |   |

## Významní žáci
Šlo nejen o vynikajícího umělce, ale také významného pedagoga. Na Akademii výtvarných umění v Praze odchoval celou generaci sochařů označovanou jako Štursova škola. K té patří například:
- Josef Jiříkovský
- Václav Žalud
- Karel Dvořák
- Otakar Švec
- Břetislav Benda
- Jan Lauda
- Bedřich Stefan
- Mary Duras
- Bernard Reder
- Marta Jirásková
- Olena Mondičová
- Marie Wagnerová
- Vincenc Makovský
- Josef Wagner
- Hana Wichterlová
- Zdeněk Pešánek

## Významná díla

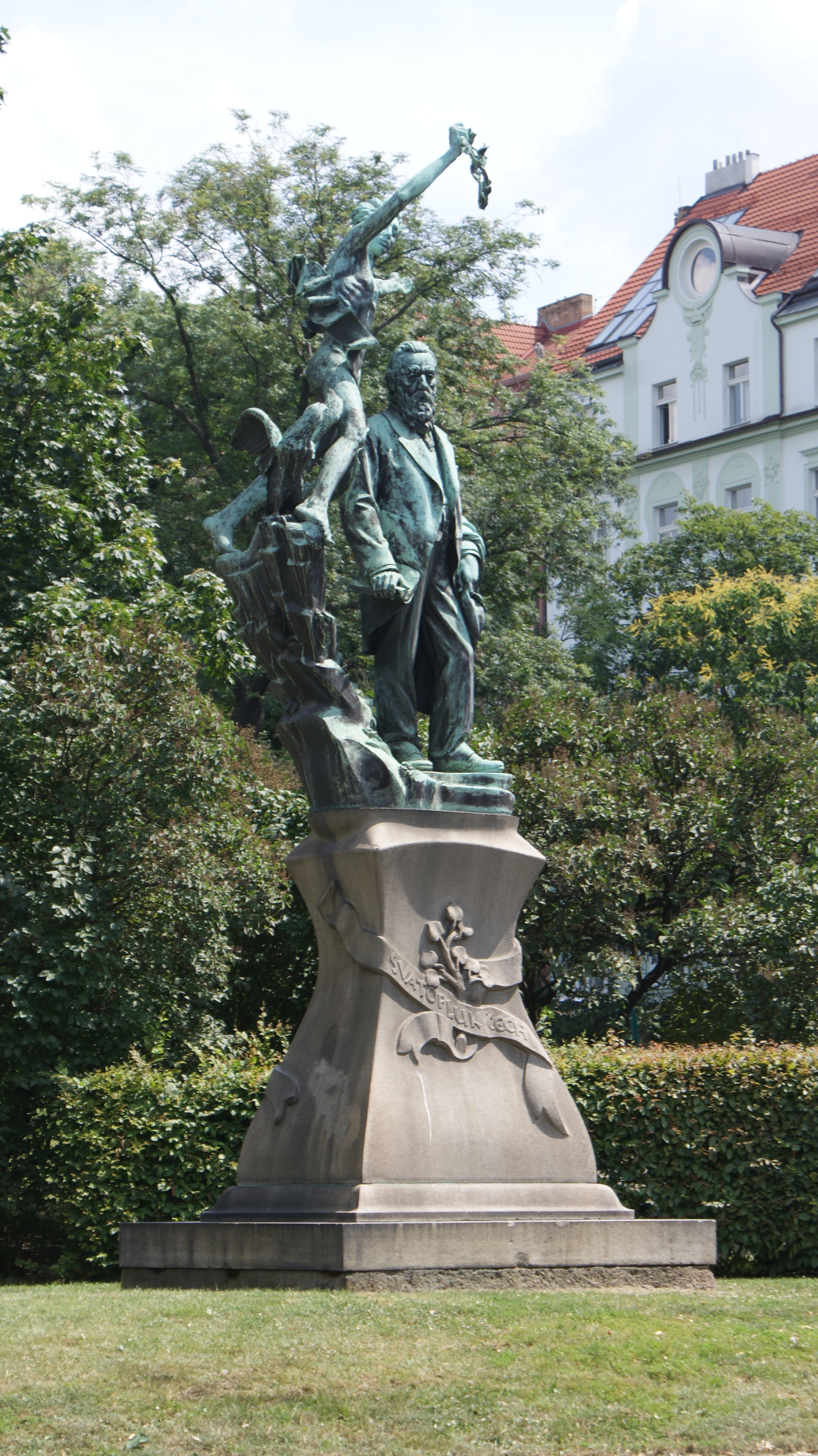
Štursův pomník Svatopluka Čecha (1918-24) v Sadech Svatopluka Čecha v Praze

- Život uniká, 1904, sádra, Národní galerie v Praze
- Puberta, 1905, bronz, Národní galerie v Praze
- Před koupelí, 1906, mramor, Národní galerie v Praze
- Melancholické děvče, 1906, vápenec, Národní galerie v Praze
- Primavera, 1907, mramor, Národní galerie v Praze
- Eva, 1908–1909, bronz, Národní galerie v Praze
- Koupání vlasů, 1908, mramor, Národní galerie v Praze
- Toileta, 1910, mramor, Národní galerie v Praze
- Ráno, 1910, bronz, Galerie hlavního města Prahy
- Sulamit Rahu, 1910–1911, bronz, Národní galerie v Praze
- Humanita a Práce, 1911–1913, bronz, Národní galerie v Praze
- Humanita a Práce, 1912–1913, žula, pylony Hlávkova mostu v Praze
- Humanita, 1912–1913, bronz, Národní galerie v Praze
- Odpočívající tanečnice, 1913, bronz, Národní galerie v Praze
- Práce, 1911–1913, bronz, Národní galerie v Praze
- Pohřeb v Karpatech, 1918, Národní galerie v Praze
- Ikaros, 1919, bronz, Národní galerie v Praze
- Raněný, 1920–1921, bronz, Národní památník na Vítkově, další odlitek před tvůrcovým rodným domem v Novém Městě
- Vítěz, 1925, bronz, Gymnázium J. K. Tyla v Hradci Králové
- Vítězství, 1921, bronz, Národní galerie v Praze
- Podobizna Hany Kvapilové, 1918, mramor, foyer Národního divadla v Praze
- Podobizna Maxe Švabinského, 1918, bronz, Národní galerie v Praze
- Pomník Svatopluka Čecha, 1918–1924, bronz, Sady Svatopluka Čecha v Praze
- Podobizna Eduarda Vojana, 1919–1920, bronz, foyer Národního divadla v Praze
- T. G. Masaryk, 1920–1922, mramor, původně v sídle Československého parlamentu v Rudolfinu, od roku 1990 se nachází v Rothmayerově sále před vchodem do Španělského sálu na Pražském hradě.
- Podobizna Boženy Němcové, 1924, bronz, Panteon Národního divadla v Praze
- Podobizna Leoše Janáčka, 1919–1920, bronz, foyer Národního divadla v Brně
- Pomník Bedřicha Smetany, 1924, bronz, Litomyšl

## Galerie

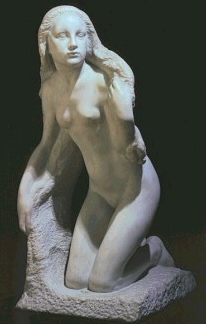
Před koupelí
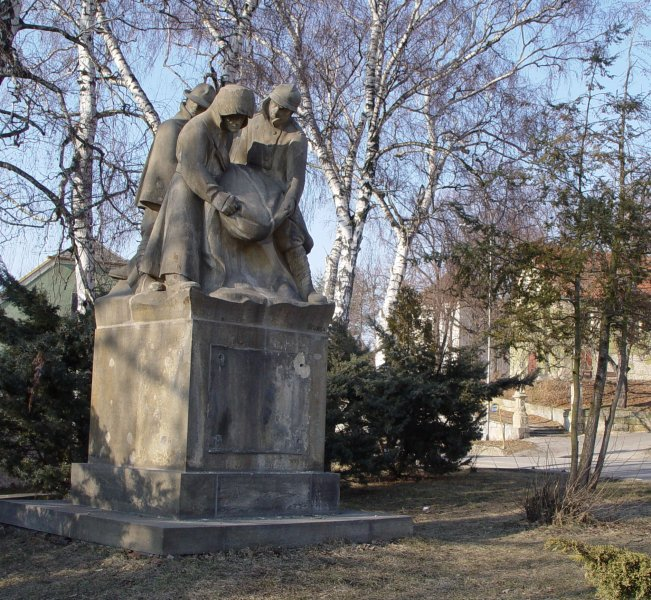
Pohřeb v Karpatech – pomník v Předměřicích nad Jizerou
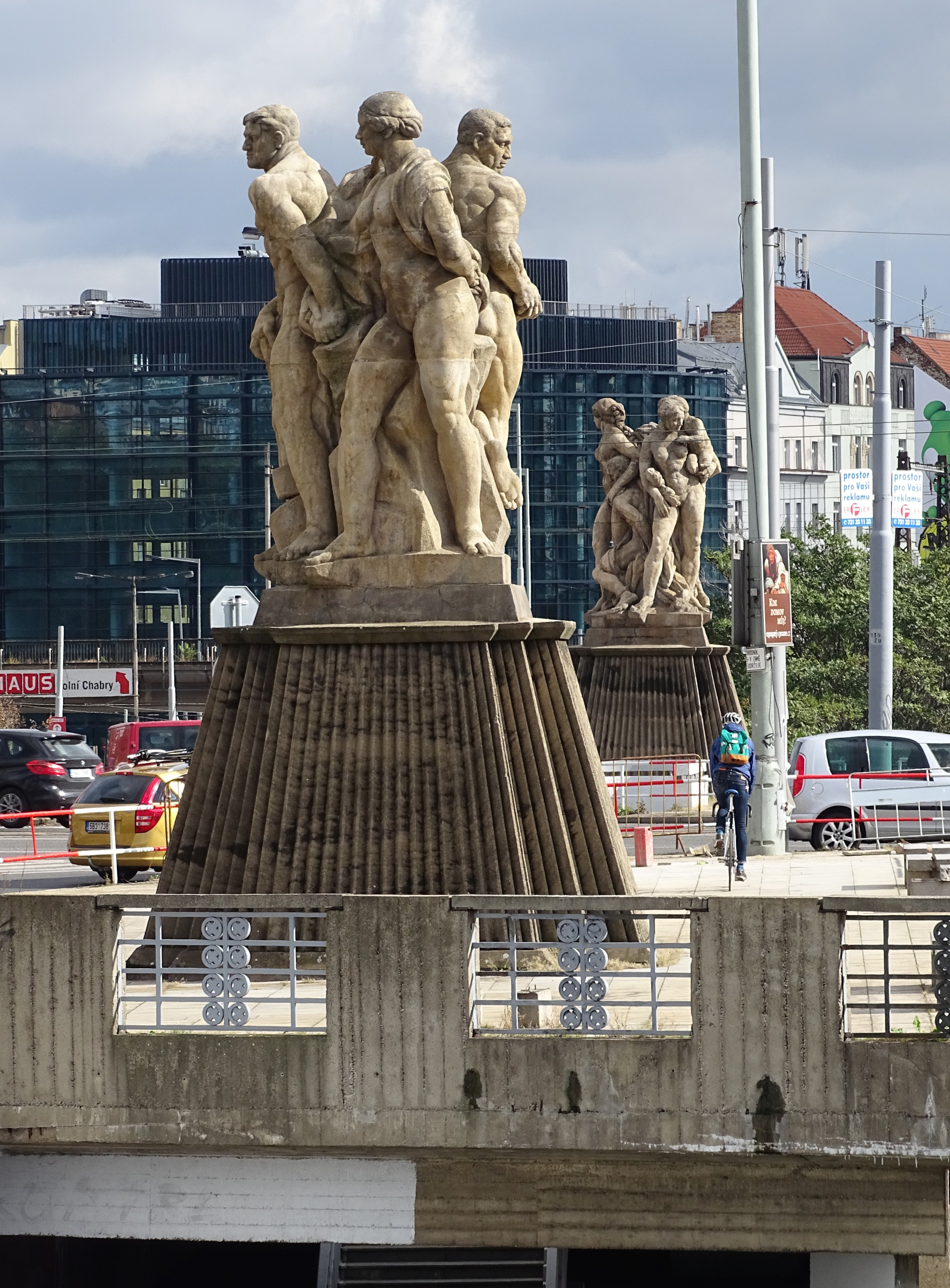
Práce a Humanita na Hlávkově mostě v Praze
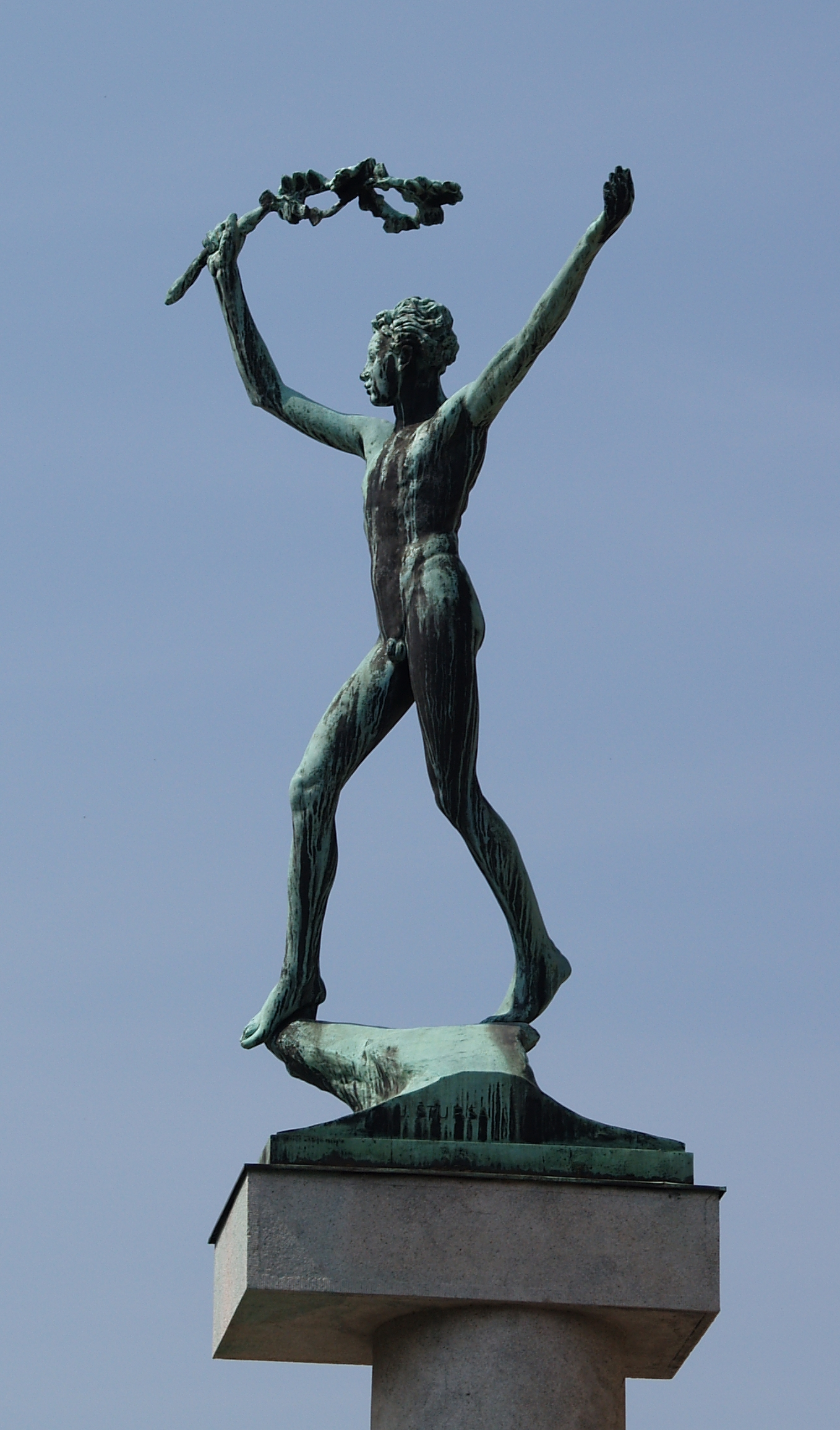
Socha Vítěze před gymnáziem J. K. Tyla v Hradci Králové
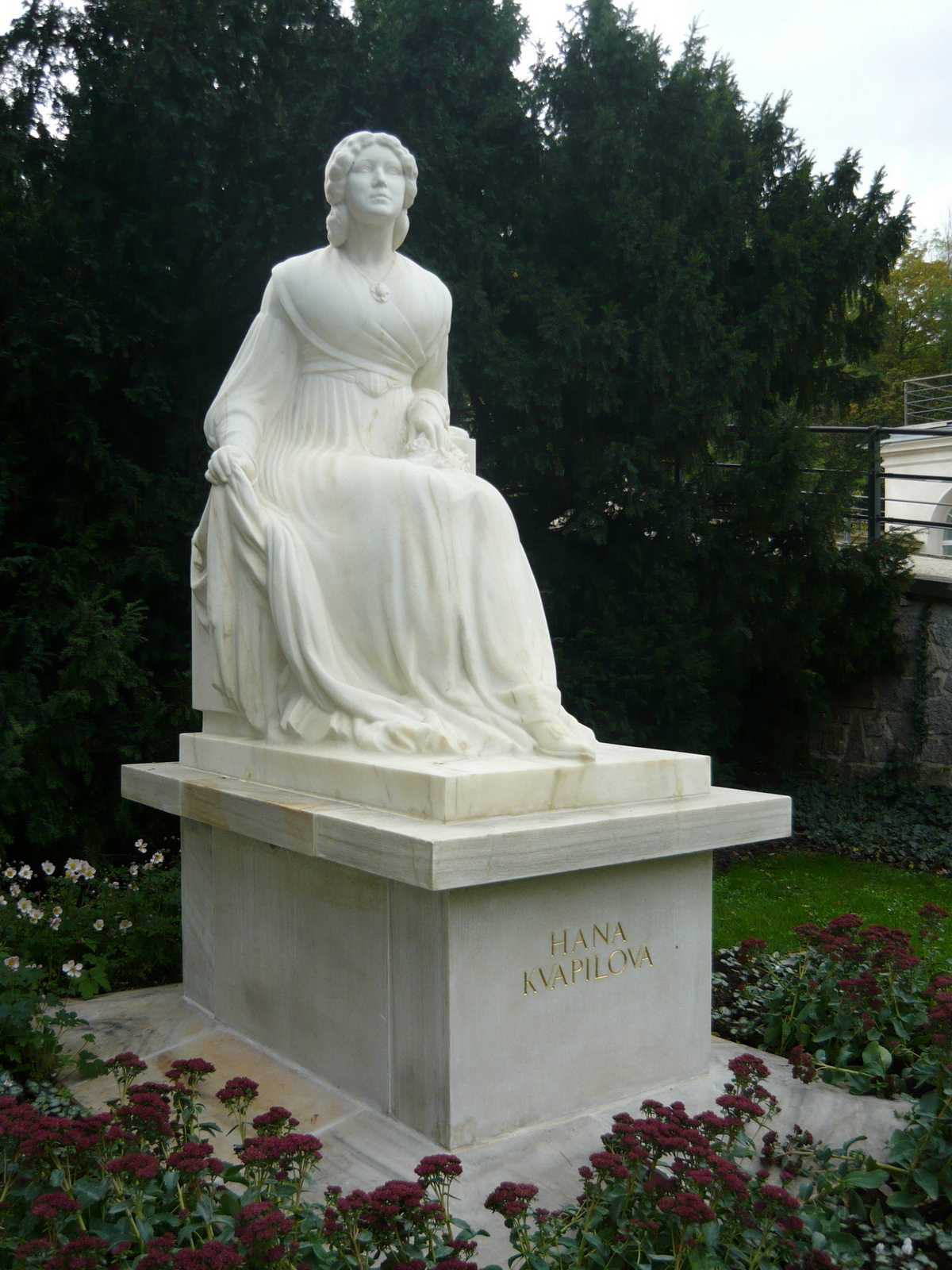
Pomník Hany Kvapilové z roku 1914, Kinského zahrada v Praze